# Binderella paradoxa
Binderella paradoxa is een hooiwagen uit de familie Assamiidae. De wetenschappelijke naam van Binderella paradoxa gaat terug op Roewer. De naamcombinatie komt alleen voor in de online lijst van Hallan, en niet gepubliceerd in de wetenschappelijke literatuur.